# Hirsingue

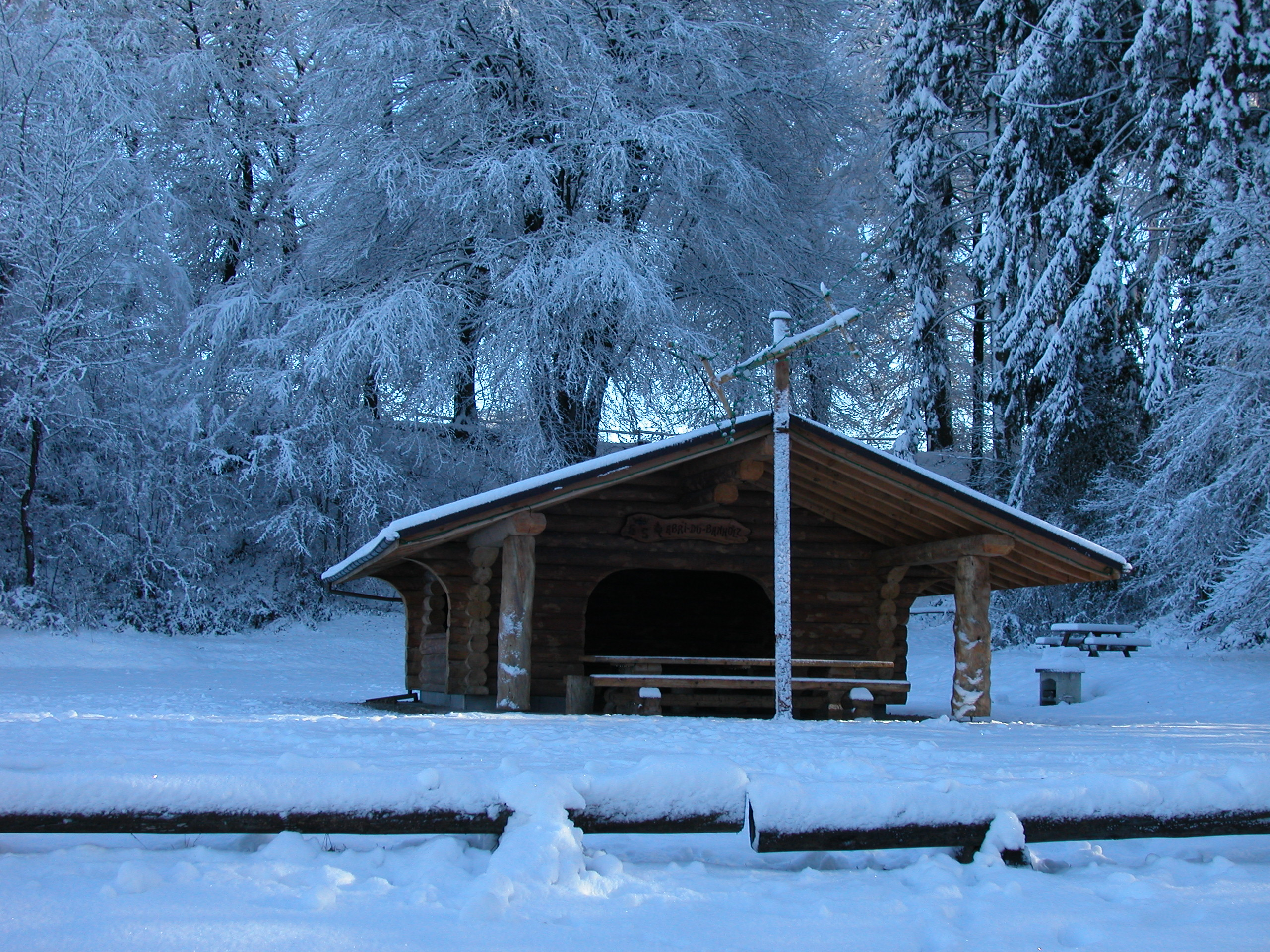
L'abri du Banholz.

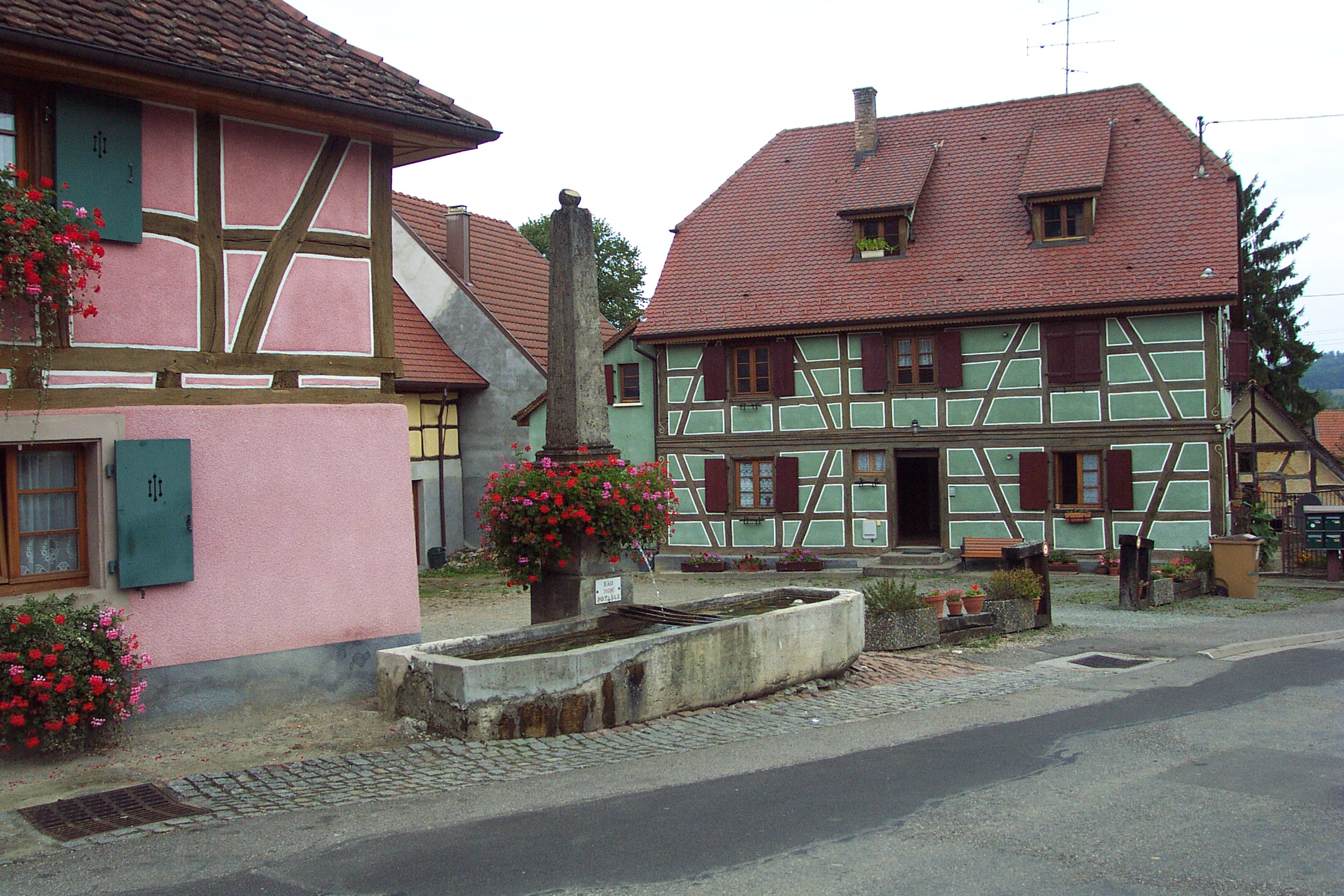
Fontaine de la rue de Ferrette.

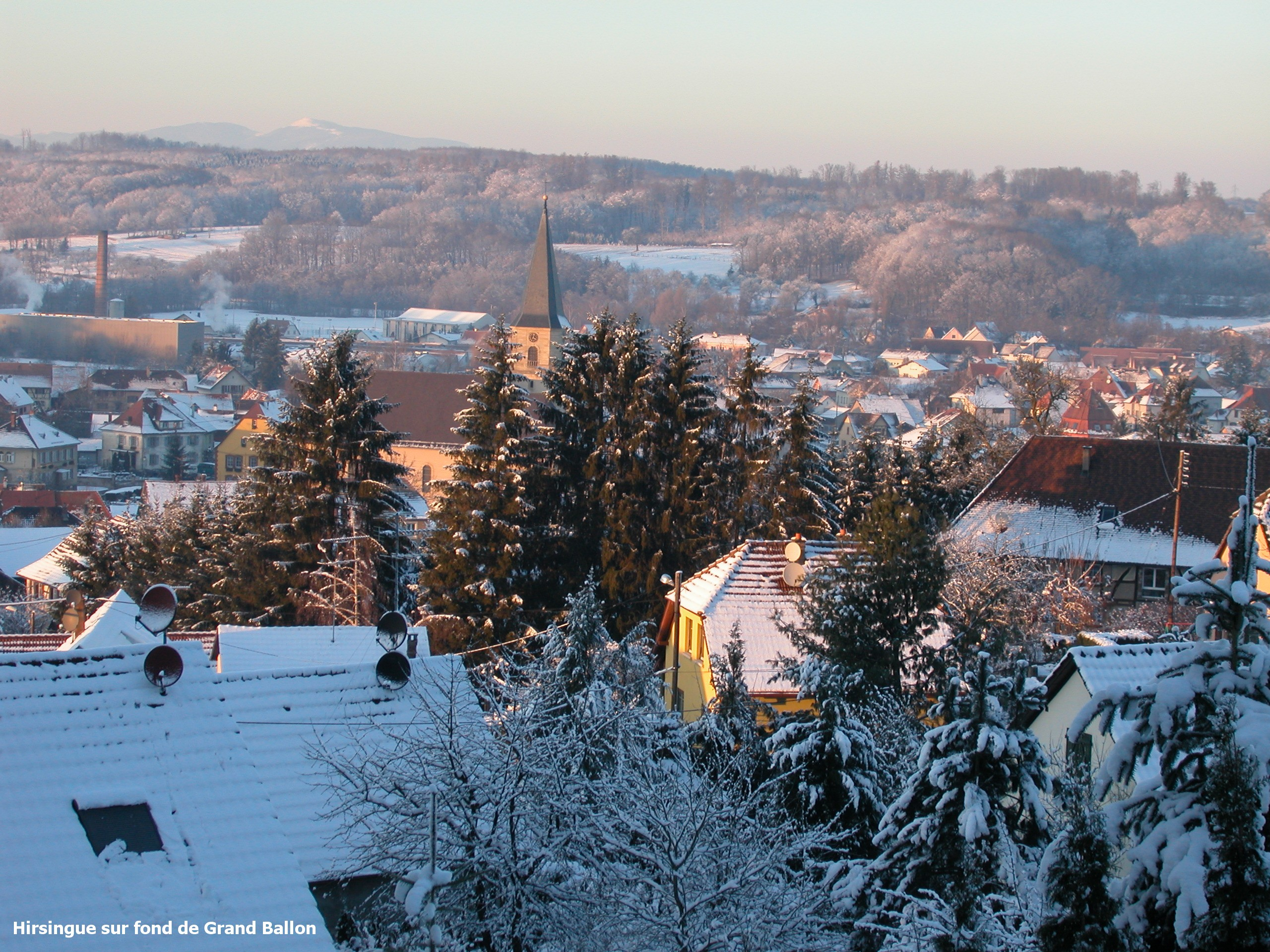
Hirsingue vue du Banholz.

Hirsingue (prononcé [iʁzɛ̃ɡ]  ;) est une commune française située dans la circonscription administrative du Haut-Rhin et, depuis le 1er janvier 2021, dans le territoire de la Collectivité européenne d'Alsace, en région Grand Est.
Cette commune se trouve dans la région historique et culturelle d'Alsace.
Ses habitants sont appelés les Hirsinguois et les Hirsinguoises.

## Géographie
| Altkirch  | Wittersdorf | Schwoben   |
| Hirtzbach | Hirsingue   | Bettendorf |
| Largitzen | Heimersdorf | Ruederbach |

### Hydrographie
La commune est dans le bassin versant du Rhin au sein du bassin Rhin-Meuse. Elle est drainée par l'Ill, le Feldbach, le Hirtzbach, le ruisseau des Étangs de Sennhutte et le Ruederbach,,.
L'Ill, d'une longueur de 217 km, prend sa source dans la commune de Winkel et se jette  dans le Grand Canal d'Alsace à Offendorf, après avoir traversé 68 communes. 
Le Feldbach, d'une longueur de 11 km, prend sa source dans la commune de Kœstlach et se jette  dans l'Ill sur la commune, après avoir traversé six communes. 

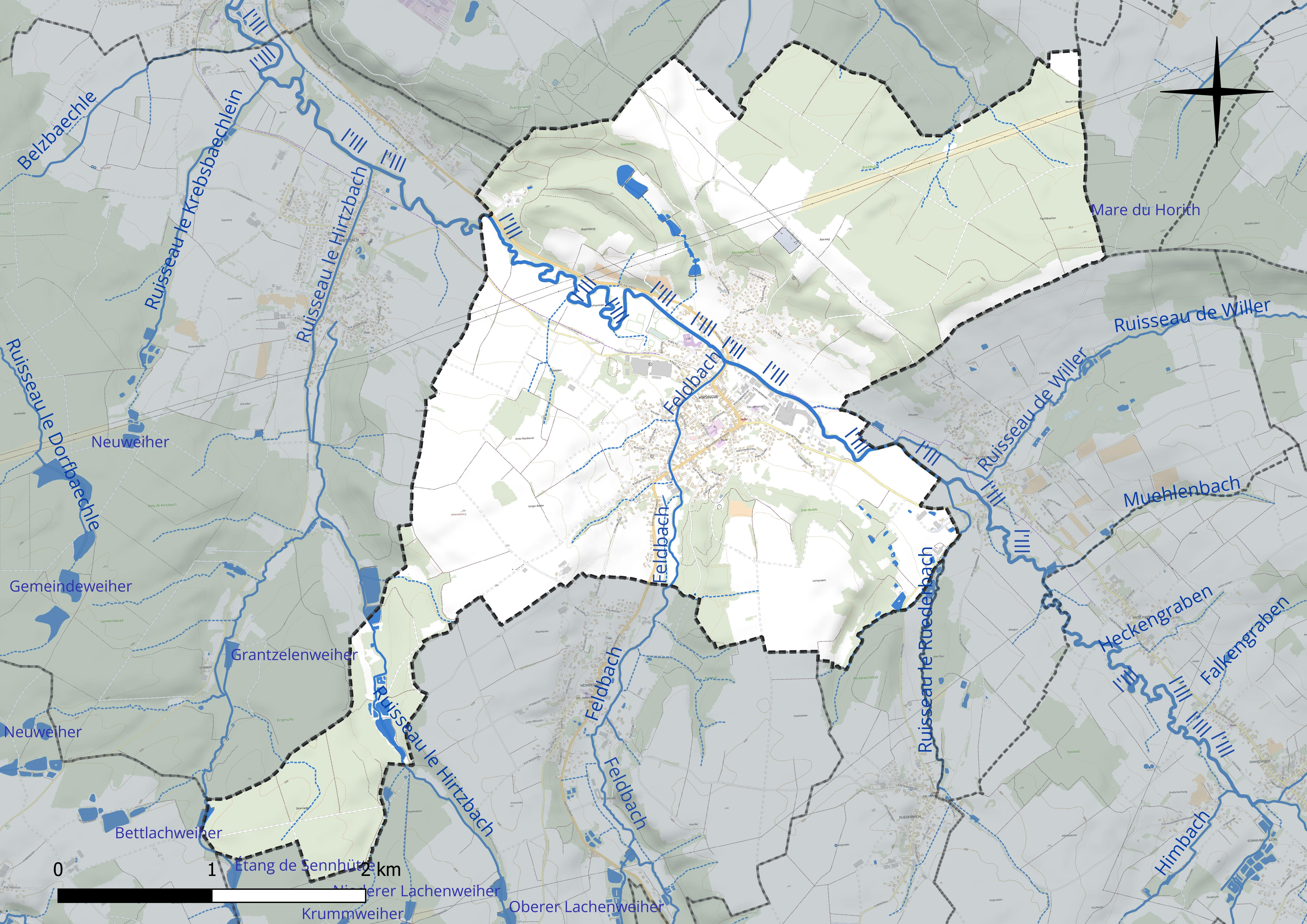
Réseau hydrographique de Hirsingue.

### Climat
Pour des articles plus généraux, voir Climat du Grand Est et Climat du Haut-Rhin.
En 2010, le climat de la commune est de type climat des marges montargnardes, selon une étude du Centre national de la recherche scientifique s'appuyant sur une série de données couvrant la période 1971-2000. En 2020, Météo-France publie une typologie des climats de la France métropolitaine dans laquelle la commune est exposée à un climat semi-continental et est dans la région climatique  Vosges, caractérisée par une pluviométrie très élevée (1 500 à 2 000 mm/an) en toutes saisons et un hiver rude (moins de 1 °C). 
Pour la période 1971-2000, la température annuelle moyenne est de 9,9 °C, avec une amplitude thermique annuelle de 17,7 °C. Le cumul annuel moyen de précipitations est de 847 mm, avec 9,7 jours de précipitations en janvier et 9,8 jours en juillet. Pour la période 1991-2020, la température moyenne annuelle observée sur la station météorologique de Météo-France la plus proche, « Carspach », sur la commune de Carspach à 4 km à vol d'oiseau, est de 11,0 °C et le cumul annuel moyen de précipitations est de 827,7 mm. 
La température maximale relevée sur cette station est de 38,1 °C, atteinte le 4 août 2022 ; la température minimale est de −17,7 °C, atteinte le 5 février 2012,,. 
| Mois                                  | jan.           | fév.           | mars           | avril         | mai           | juin         | jui.         | août          | sep.          | oct.          | nov.           | déc.           | année      |
| ------------------------------------- | -------------- | -------------- | -------------- | ------------- | ------------- | ------------ | ------------ | ------------- | ------------- | ------------- | -------------- | -------------- | ---------- |
| Température minimale moyenne (°C)     | −0,5           | −0,4           | 1,9            | 5,5           | 9,2           | 12,9         | 14,2         | 13,4          | 10,3          | 6,9           | 3              | 0,1            | 6,4        |
| Température moyenne (°C)              | 2,3            | 3              | 6,4            | 11            | 14,5          | 18,5         | 20,2         | 19,3          | 15,9          | 11,5          | 6,3            | 2,9            | 11         |
| Température maximale moyenne (°C)     | 5              | 6,4            | 10,9           | 16,5          | 19,8          | 24           | 26,1         | 25,1          | 21,5          | 16,1          | 9,7            | 5,7            | 15,6       |
| Record de froid (°C) date du record   | −12,8 30.01.05 | −17,7 05.02.12 | −16,3 01.03.05 | −3,5 06.04.21 | −0,8 06.05.19 | 2,4 03.06.06 | 6,8 02.07.11 | 5,8 30.08.09  | 2,2 27.09.10  | −3,3 22.10.10 | −10,8 30.11.10 | −16,2 20.12.09 | −17,7 2012 |
| Record de chaleur (°C) date du record | 19,1 01.01.23  | 19,9 25.02.21  | 27,2 31.03.21  | 28,6 21.04.18 | 32,6 25.05.09 | 36 19.06.22  | 38 24.07.19  | 38,1 04.08.22 | 33,4 11.09.23 | 29,6 13.10.23 | 23,6 07.11.15  | 17,3 05.12.06  | 38,1 2022  |
| Précipitations (mm)                   | 60,5           | 57,8           | 53,1           | 61,6          | 81            | 75,6         | 62,3         | 93            | 64,8          | 76,6          | 60,6           | 80,8           | 827,7      |

| Diagramme climatique                                  |             |             |             |           |            |              |            |              |             |          |            |
| J                                                     | F           | M           | A           | M         | J          | J            | A          | S            | O           | N        | D          |
| 5−0,560,5                                             | 6,4−0,457,8 | 10,91,953,1 | 16,55,561,6 | 19,89,281 | 2412,975,6 | 26,114,262,3 | 25,113,493 | 21,510,364,8 | 16,16,976,6 | 9,7360,6 | 5,70,180,8 |
| Moyennes : • Temp. maxi et mini °C • Précipitation mm |             |             |             |           |            |              |            |              |             |          |            |

Les paramètres climatiques de la commune ont été estimés pour le milieu du siècle (2041-2070) selon différents scénarios d'émission de gaz à effet de serre à partir des nouvelles projections climatiques de référence DRIAS-2020. Ils sont consultables sur un site dédié publié par Météo-France en novembre 2022.

## Urbanisme

### Typologie
Au 1er janvier 2024, Hirsingue est catégorisée bourg rural, selon la nouvelle grille communale de densité à sept niveaux définie par l'Insee en 2022.
Elle appartient à l'unité urbaine de Hirsingue, une unité urbaine monocommunale constituant une ville isolée,. Par ailleurs la commune fait partie de l'aire d'attraction de Bâle - Saint-Louis (partie française), dont elle est une commune de la couronne,. Cette aire, qui regroupe 94 communes, est catégorisée dans les aires de 200 000 à moins de 700 000 habitants,.

### Occupation des sols
L'occupation des sols de la commune, telle qu'elle ressort de la base de données européenne d’occupation biophysique des sols Corine Land Cover (CLC), est marquée par l'importance des territoires agricoles (45,6 % en 2018), en diminution par rapport à 1990 (47,5 %). La répartition détaillée en 2018 est la suivante : 
forêts (44,8 %), terres arables (25,9 %), zones agricoles hétérogènes (19,7 %), zones urbanisées (9,5 %). L'évolution de l’occupation des sols de la commune et de ses infrastructures peut être observée sur les différentes représentations cartographiques du territoire : la carte de Cassini (XVIIIe siècle), la carte d'état-major (1820-1866) et les cartes ou photos aériennes de l'IGN pour la période actuelle (1950 à aujourd'hui).

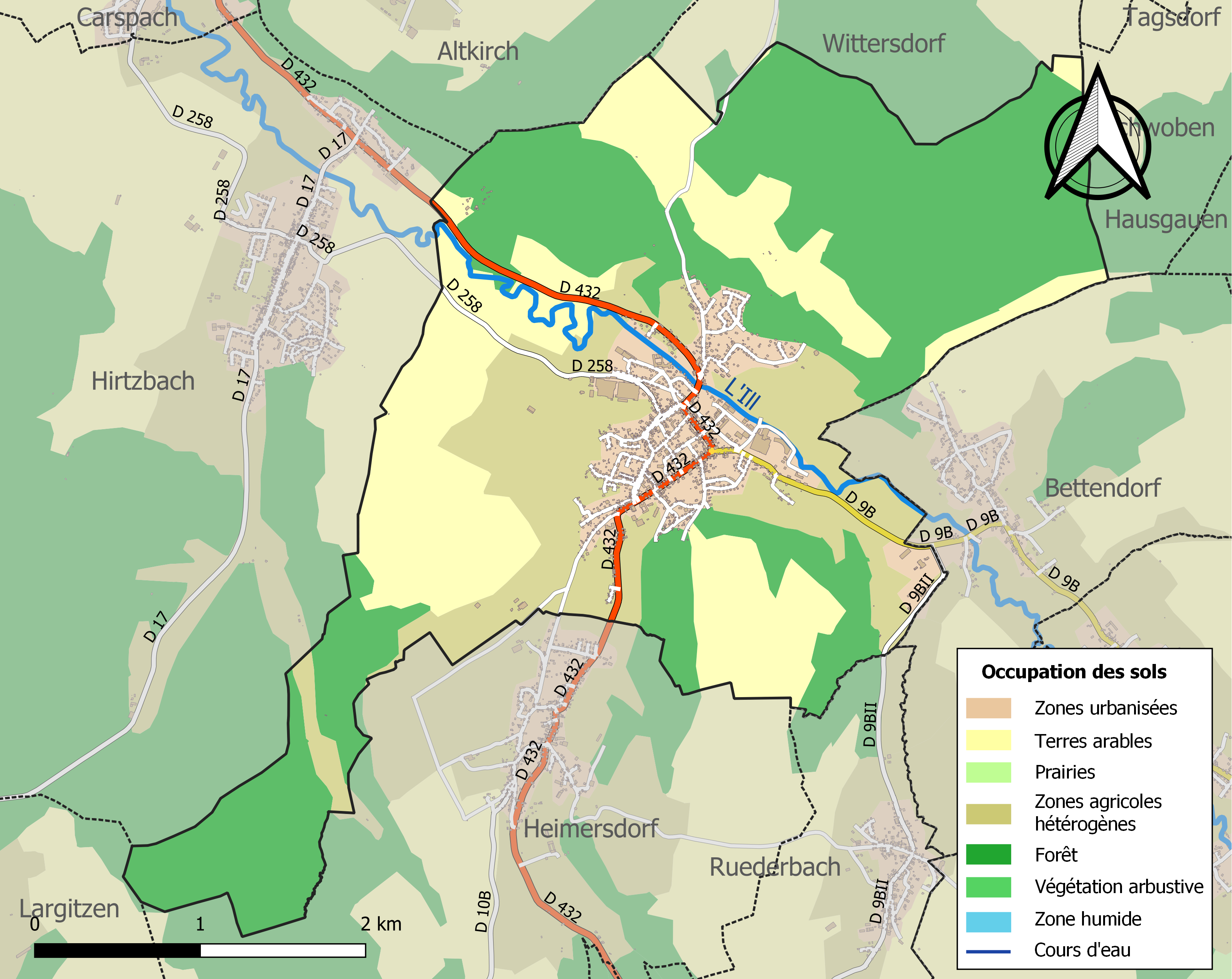
Carte des infrastructures et de l'occupation des sols de la commune en 2018 (CLC).

## Toponymie
- Hirsunge (708), Hirsingen (837), Hirsuongen & Hirsungen (1221), Hirsungen (1308), Hyrssingen (1498), Hürsingen (1579), Hirsingen (1793 & 1801)[20].
- En allemand : Hirsingen.

## Histoire

### Période révolutionnaire
Le château des comtes de Montjoie-Hirsingue fut pillé les 29 et 30 juillet 1789, « les portes, fenêtres et volets sont démolis » et « le mobilier emporté ». Le château en ruine resta vide quelques années, parfois occupé par des soldats, puis fut vendu comme bien national et entièrement détruit par ses nouveaux propriétaires pour éviter le retour du comte (et de sa famille) qui s'était enfui vers Remiremont puis vers Bâle, en conservant des liens étroits avec le futur Louis XVIII.
Après le départ du comte, le village est administré comme une municipalité. En 1794, l'arbre de la liberté de la commune ayant été renversé, les reliques de saint Fortuné, qui avaient été remises à la paroisse en 1736, sont brûlées en représailles. Le presbytère est démoli sous la terreur et les cloches fondues pour contribuer à l'effort de guerre.

### Histoire industrielle
Vers 1856, Emanuel Lang, Jacques Lang, Gabriel Lang et M. Bloch tous originaire de Durmenach, installent un atelier de tissage, avec 4 métiers à tisser, dans l'ancien moulin à eau de Waldighofen.
 
En 1865, la société Les Fils d'Emanuel Lang voit le jour.

En 1870, la société emploie 300 personnes et 550 métiers à tisser. Après la guerre de 1870 et l'annexion de l'Alsace par l'Allemagne, l'usine de Waldighofen ferme et la société quitte le Sundgau pour s'établir à Nancy où ils construisent une importante usine.

En 1888, l'usine de Waldighofen est rouverte par Raphaël Lang qui y fait construire la cheminée, toujours visible de nos jours.

En 1908, Paul Lang crée une filature et un tissage à Hirsingue, sous le nom de Lang Frères, qui est agrandie en 1912 et endommagée par un incendie le 23 février 1916.

Après la guerre, l'Alsace redevenue française, la famille décide de réunir les usines de Nancy, de Waldighofen et de Hirsingue sous le nom de Établissements des fils d'Emanuel Lang. 

Jusqu'en 1962, la petite société familiale prospère et fait prospérer les régions où elle est installée.
En 1963, elle rachète l'usine textile Schlumberger-Steiner située à Roppentzwiller, fondée par Camille Gabriel Schlumberger et Charles Frédéric Steiner.
En 1968, elle rachète l'usine de filature et de tissage Xavier Jourdain, fondée en 1827 et située à Altkirch. L'entreprise prend alors le nom de Siat .
En 1971, l'usine Schlumberger-Steiner de Roppentzwiller ferme ses portes. L'entreprise se recentre alors sur les tissus de haute couture.

En 2003, la Société Industrielle Altkirchoise de Textile-Lang licencie, dans un premier temps, 87 employés sur 2 de ses 3 établissements puis deux mois plus tard 115 autres salariés des sites de Hirsingue et d'Altkirch.

En 2005, l'entreprise, qui emploie encore 370 salariés, est placée en redressement judiciaire.

En 2006, une nouvelle procédure de dépôt de bilan est lancée à l'encontre de SIAT et de ses 3 sites (Cernay, Hirsingue, Altkirch) et est placée sous administration judiciaire.
 
En 2007, afin d'apurer les dettes, l'usine SIAT d'Altkirch cesse toute activité et les ateliers sont démolis. L'entreprise, qui n'emploie plus que 173 salariés, se concentre sur Hirsingue, mais l'usine est scindée en deux entités : Siat et Lang pour la création et la vente de tissus et S&L Productions pour la teinture et le tissage.

En avril 2009, un incendie se déclare dans l'unité de production. En août, le tribunal de grande instance de Mulhouse prononce la liquidation des 2 entreprises. En octobre, le plan de reprise est accepté par le tribunal mais il s'accompagne de 90 licenciements supplémentaires. L'entreprise prend le nom de Virtuose SAS et reste à Hirsingue.

Après deux années positives, la flambée des cours du coton met l'entreprise de nouveau en difficulté. En décembre 2012, la municipalité d'Hirsingue propose une aide de 655 000 euros à travers une offre de leaseback qui ne verra jamais le jour.

En avril 2013, le tribunal de Mulhouse prononce la liquidation judiciaire de la société Virtuose et rejette le plan de reprise qui aurait pu sauver 35 des 58 emplois. En mai, 13 salariés font encore tourner l'usine d'Hirsingue afin d'honorer les dernières commandes, avant qu'elle ne ferme définitivement ses portes en juin 2013.
Le 5 juin 2013, la Cour d’appel de Colmar confirme la liquidation.
Le 26 juin, une poignée de personnes employées par une société d’intérim assure la production d’une commande pour Mark & Spencer. Parallèlement, Pierre Schmitt et Christian Didier, les repreneurs potentiels, poursuivent leurs négociations pour pérenniser le redémarrage de l’entreprise qui reprend son nom historique d’Emanuel-Lang.
Le 10 octobre 2013 a lieu la vente aux enchères des machines qui sera annulée à la suite des manifestations d’élus, d'ancien salariés et d'habitants.
Le 18 octobre 2013, visite sur le site de Hirsingue du ministre du Redressement productif, Arnaud Montebourg, qui annonce la mobilisation des services de l’État pour permettre la reprise de l’entreprise par Pierre Schmitt.
Le 21 novembre, le juge commissaire de la chambre commerciale accepte le rachat des actifs au prix de 1,510 million d’euros incluant l’ensemble du parc des machines, le stock de chemises, la marque et les brevets.

### Héraldique
| Blason d'Hirsingue | Les armes d'Hirsingue se blasonnent ainsi : « D'azur aux deux lettres capitales H et S d'or rangées en fasce et surmontées d'une couronne de même. » |

## Politique et administration

### Liste des maires
Depuis la Libération, quatre maires se sont succédé :

### Budget et fiscalité 2015

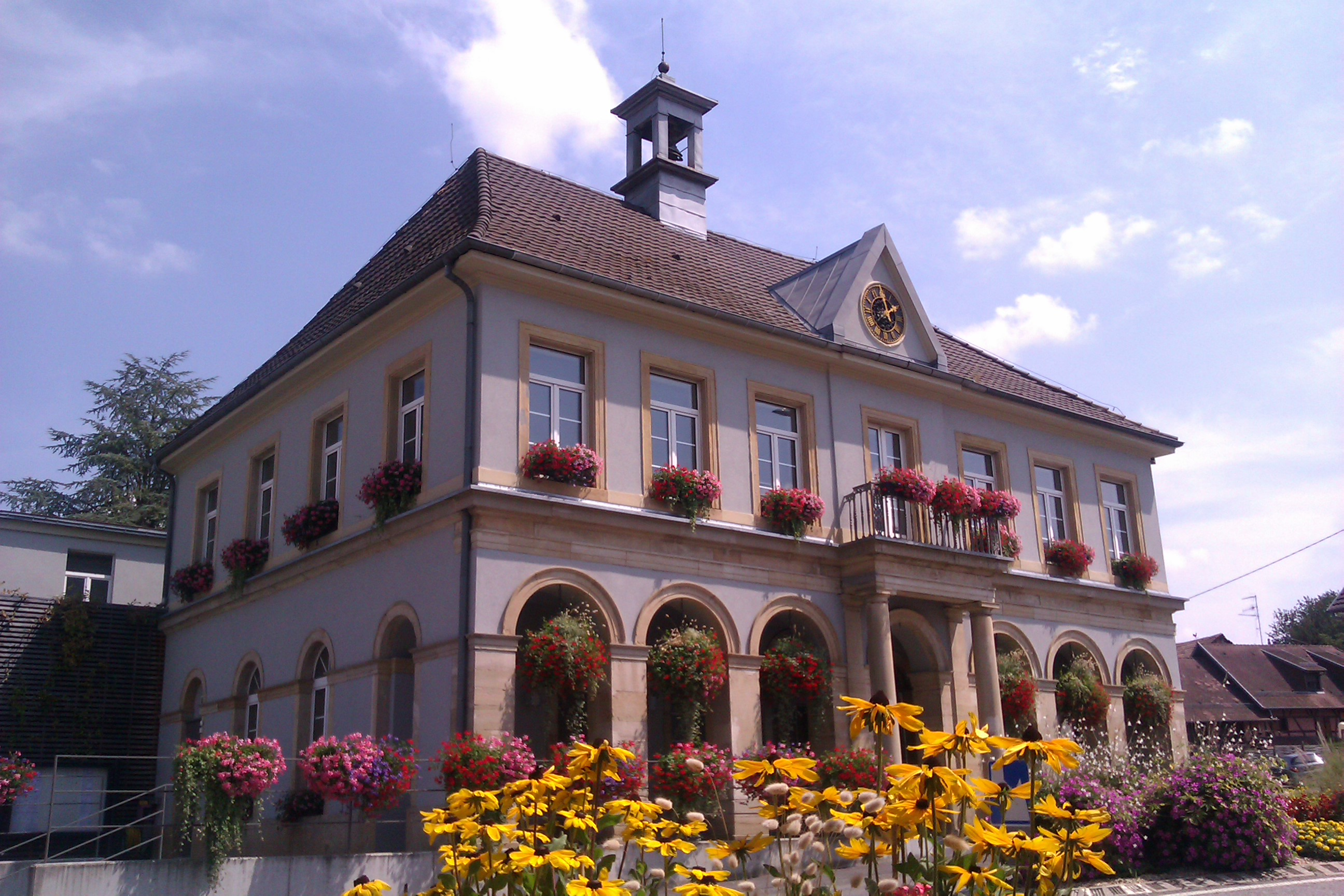
La mairie de Hirsingue.

En 2015, le budget de la commune était constitué ainsi :
- total des produits de fonctionnement : 2 251 000 €, soit 996 € par habitant ;
- total des charges de fonctionnement : 2 133 000 €, soit 959 € par habitant ;
- total des ressources d'investissement : 637 000 €, soit 282 € par habitant ;
- total des emplois d'investissement : 538 000 €, soit 238 € par habitant ;
- endettement : 4 615 000 €, soit 2 042 € par habitant.

Avec les taux de fiscalité suivants :
- taxe d'habitation : 16,62 % ;
- taxe foncière sur les propriétés bâties : 10,87 % ;
- taxe foncière sur les propriétés non bâties : 62,97 % ;
- taxe additionnelle à la taxe foncière sur les propriétés non bâties : 50,60 % ;
- cotisation foncière des entreprises : 19,48 %.

## Démographie
L'évolution du nombre d'habitants est connue à travers les recensements de la population effectués dans la commune depuis 1793. Pour les communes de moins de 10 000 habitants, une enquête de recensement portant sur toute la population est réalisée tous les cinq ans, les populations de référence des années intermédiaires étant quant à elles estimées par interpolation ou extrapolation. Pour la commune, le premier recensement exhaustif entrant dans le cadre du nouveau dispositif a été réalisé en 2005.

En 2022, la commune comptait 2 131 habitants, en évolution de +0,33 % par rapport à 2016 (Haut-Rhin : +0,66 %, France hors Mayotte : +2,11 %).
| 1793 | 1800 | 1806 | 1821  | 1831  | 1836  | 1841  | 1846  | 1851  |
| ---- | ---- | ---- | ----- | ----- | ----- | ----- | ----- | ----- |
| 826  | 802  | 824  | 1 043 | 1 281 | 1 327 | 1 366 | 1 444 | 1 470 |

| 1856  | 1861  | 1866  | 1871  | 1875  | 1880  | 1885  | 1890  | 1895  |
| ----- | ----- | ----- | ----- | ----- | ----- | ----- | ----- | ----- |
| 1 356 | 1 343 | 1 353 | 1 278 | 1 278 | 1 318 | 1 238 | 1 245 | 1 180 |

| 1900  | 1905  | 1910  | 1921  | 1926  | 1931  | 1936  | 1946  | 1954  |
| ----- | ----- | ----- | ----- | ----- | ----- | ----- | ----- | ----- |
| 1 177 | 1 189 | 1 444 | 1 256 | 1 300 | 1 386 | 1 345 | 1 300 | 1 296 |

| 1962  | 1968  | 1975  | 1982  | 1990  | 1999  | 2005  | 2006  | 2010  |
| ----- | ----- | ----- | ----- | ----- | ----- | ----- | ----- | ----- |
| 1 403 | 1 565 | 1 544 | 1 886 | 2 015 | 2 057 | 2 127 | 2 132 | 2 224 |

| 2015  | 2020  | 2022  | - | - | - | - | - | - |
| ----- | ----- | ----- | - | - | - | - | - | - |
| 2 139 | 2 120 | 2 131 | - | - | - | - | - | - |

## Enseignement
Hirsingue a un collège public d'enseignement secondaire, le collège Jean-Paul de Dadelsen.
Hirsingue a également une école maternelle et une école élémentaire (6 classes).

## Lieux et monuments
Patrimoine religieux

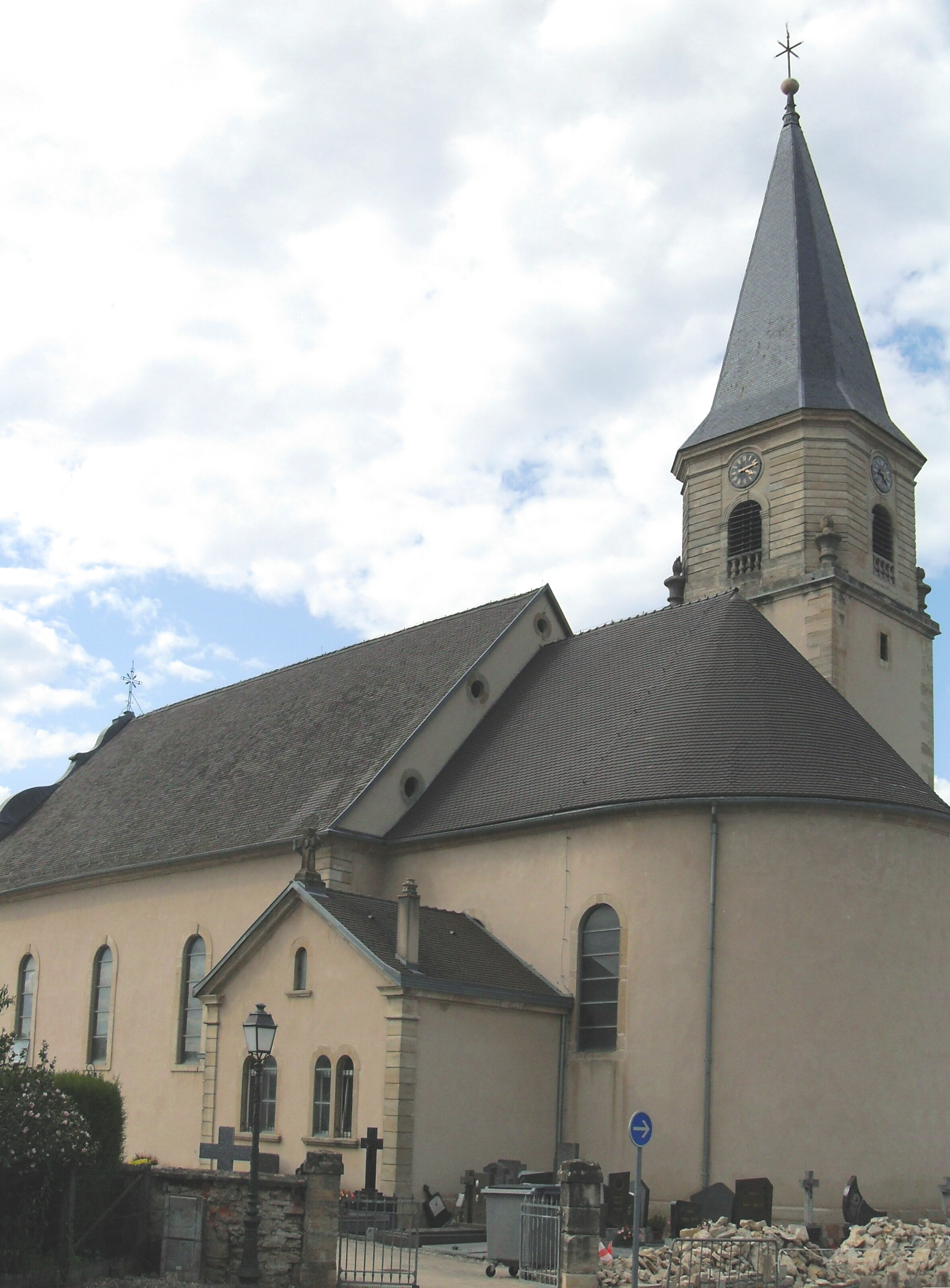
Saint-Jean-le-Baptiste, côté sud-est.

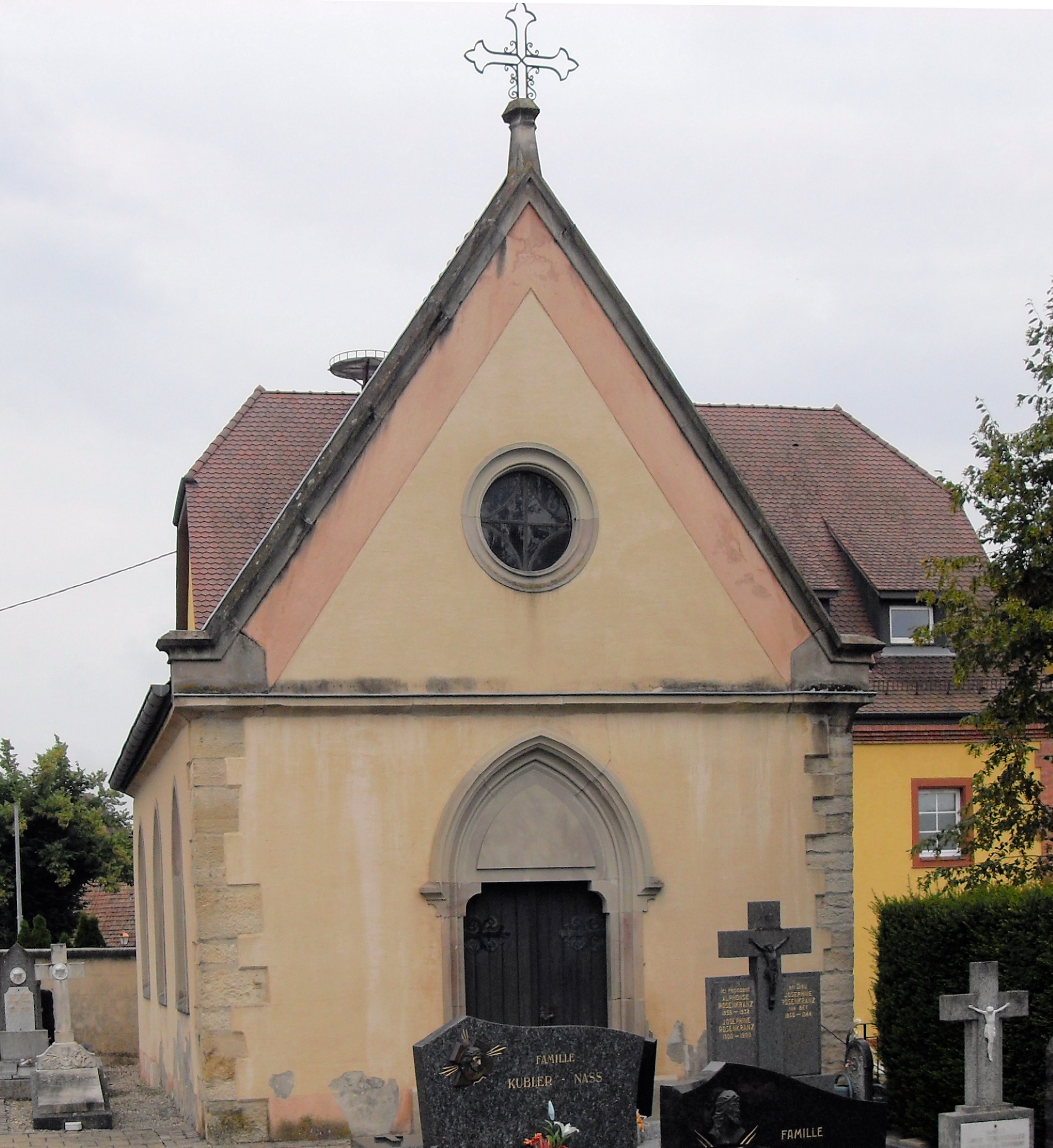
Chapelle de la Vierge-Marie-des-Douleurs.

- Église néoclassique Saint-Jean-le-Baptiste (1772-1774)[45],[46],

son orgue de Joseph Callinet et Christian Guerrier,,,
et une des plus grandes sonneries de cloches de village d'Alsace.
- Couvent des Pères capucins (1958)[51].
- Synagogue (vestiges 1848)[52].
- Synagogue (1911-1912)[53].
- Chapelle Sainte-Catherine dite des Montjoie (1111)[54].
- Itinéraire des 15 croix et calvaires (1736-1945)[55].
- Monument aux morts[56],[57].

Patrimoine civil
- Mairie (1844)[58].
- Ancien tribunal cantonal (1909)[59].
- Maison commune antérieure à 1831[60].
- Bâtiment annexe du château des Montjoie (1745)[61].
- Pont en pierre - D'HoliBroucka (1751).
- Pont en pierre dit des Montjoie (1745).

Patrimoine agricole, rural et industriel
- Grange à bois long (1777), rue de Bâle[62].
- Moulin (1808)[63].
- Ferme à colombages (bois longs et courts)[64].
- Usine textile dite usine Emanuel Lang[65]

## Personnalités liées à la commune
- Simon Nicolas de Montjoie (1693-1731), prince-évêque[66].
- Johann Caspar Bagnato (1696-1757), architecte, constructeur du château des Montjoie (1744).
- François Joseph Antoine Hell, bailli (1731-1794)[67].
- Gabriel Ignace Ritter (1732-1813), ornementaliste néoclassique.
- Pierre Schneyder, architecte et archéologue (1733-1814).
- Marc-Antoine Berdolet (1740-1809), évêque du Haut-Rhin[68].
- Élizabeth Rachel Felix (1821-1858), dite Rachel, tragédienne[69].
- Xavier Haegy, prêtre catholique et autonomiste alsacien (1870-1932)[70],[71].
- Jean-Paul de Dadelsen, poète (1913-1957).